# Marnardal
Marnardal là một thành phố và đô thị thuộc hạt Vest-Agder của Na Uy. Khu tự quản Marnardal thuộc hạt Vest-Agder. Khu tự quản này có diện tích 394,82 km2, dân số là 2178 người. Thủ phủ đóng tại Vest-Adder.
Marnardal được tạo ra như là một thành phố mới vào ngày 01 tháng 1 năm 1964 thông qua việc sáp nhập của các thành phố cũ của Bjelland, Laudal, và Øyslebø.
Đây là một thành phố nội địa, ranh giới ở phía bắc thành phố Evje og Hornnes trong hạt Aust-Agder, thành phố Audnedal ở phía tây, Lindesnes, Mandal, và Søgne ở phía nam, và Songdalen và Vennesla ở phía đông.